# Trappistöl

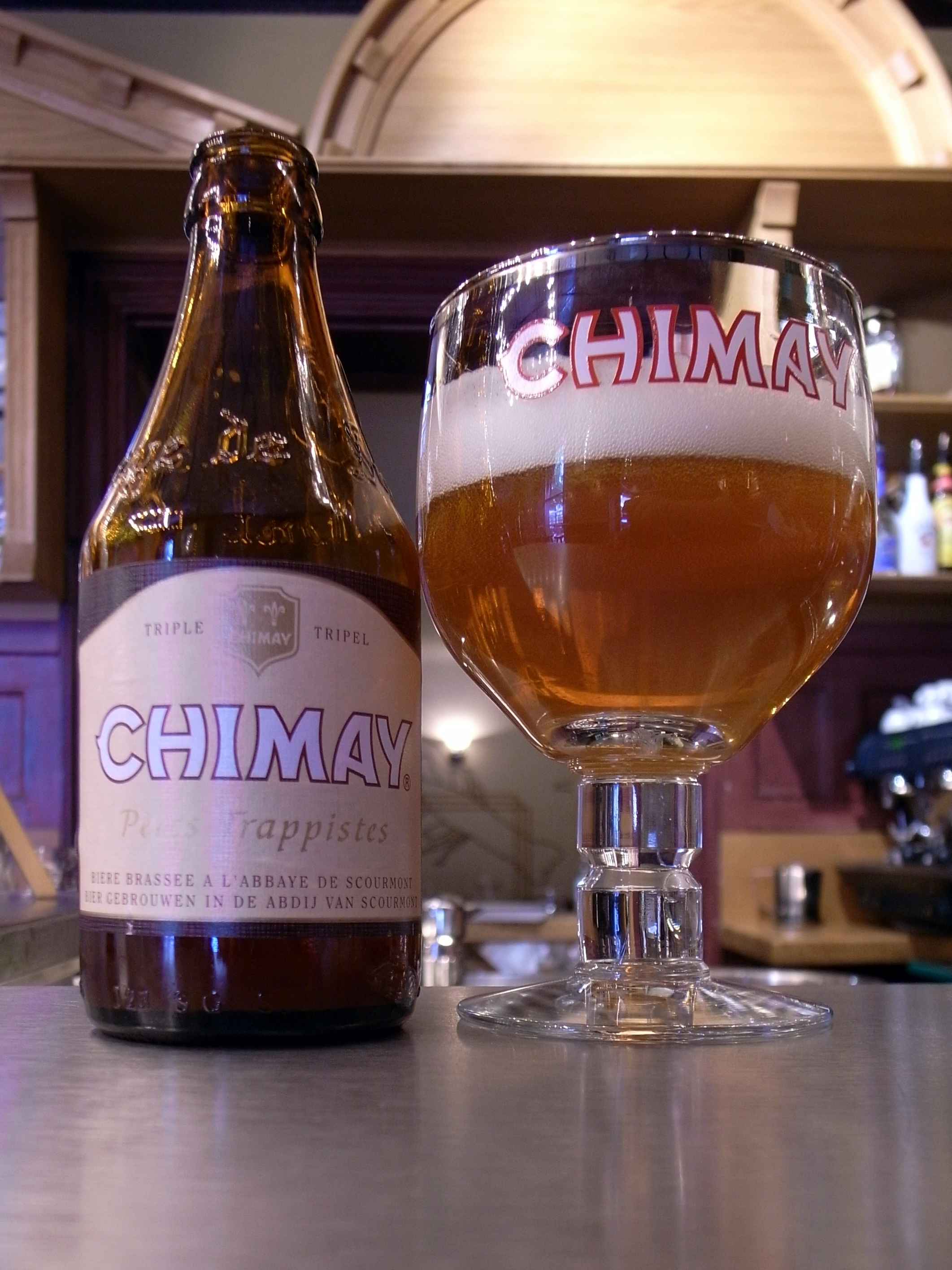
Chimay Vit, ett av de vanligaste trappistölen.

Trappistöl är öl bryggt inom ett kloster av munkar tillhörande trappistorden. Inkomsterna från försäljningen av öl används för att täcka munkarnas levnadskostnader och klostrets underhåll samt till social välgörenhet. 

## Äkta trappistöl
Vem som helst får inte kalla sitt öl trappistöl och detta gäller även om avsändaren är ett kloster tillhörande trappistorden (se till exempel La Trappe mellan 1999 och 2005) utan Trappist är ett skyddat varumärke som ägs och kontrolleras av International Trappist Association och speciella krav måste uppfyllas för att få kalla sitt öl för just trappistöl. De produkter ITA godkänner (utöver öl finns även till exempel ost) får bära ett märke med texten "Authentic Trappist Product" på.

## Karaktär
Även om ett trappistöl teoretiskt skulle kunna vara vilken typ av öl som helst så länge det bryggs under korrekta omständigheter har de förekommande trappistölen i praktiken mycket gemensamt. Ölen är överjästa, mycket smakrika och har en alkoholhalt mellan 6 och drygt 11 volymprocent. Kännetecknande är den stora mängden malt av både korn och vete som gör att ölet får en hög stamvörtstyrka och stor fyllighet. Den höga stamvörtstyrkan ger tillsammans med alkoholen en generös maltighet och sötma. En del märken är även smaksatta med kryddor, örter, pomerans eller mörkt råsocker.

## Spridning
La Trappe är, följt av Chimay, det mest kommersialiserade och vanligaste och finns i det ordinarie sortimentet hos Systembolaget medan Westvleteren ligger på andra sidan skalan och bryggs helt utan vinstintresse och finns sällan att köpa i butik utan kan i stort sett endast köpas direkt av munkarna i klostret eller från kaféet mittemot klostret.

## Bryggerier
Av alla Trappistkloster finns det för närvarande elva stycken som aktivt brygger öl. Mont des Cats är ett tolfte kloster, beläget i Frankrike, som utgör ett undantag då de inte brygger sitt öl själva utan det görs på uppdrag av Chimay. De får använda ordet "Trappist" på sitt öl men får ej ha ATP-märkning på ölet och listas därför inte här.

### Belgiska trappistöl
- Chimay - bryggs på klostret Abdij van Notre-Dame de Scourmont i Chimay (Vallonien)
- Orval - bryggs på klostret Abbaye Notre-Dame d'Orval i Orval (Vallonien)
- Rochefort - bryggs på klostret Abbaye de Notre-Dame de Saint-Remy i Rochefort (Vallonien)
- Westmalle - bryggs på klostret Onze-Lieve-Vrouw van het Heilig Hart i Westmalle (Flandern)
- Westvleteren - bryggs på klostret Sint-Sixtusabdij i Westvleteren (Flandern)

(Achel blev 2021 av med rätten att kalla sina produkter för trappistöl)

### Nederländska trappistöl
- La Trappe - bryggs på klostret Onze Lieve Vrouw van Koningshoeven i Tilburg (Berkel-Enschot)
- Zundert - bryggs på bryggeriet De Kievit i klostret Abdij Maria Toevlucht i Zundert

### Österrikiska trappistöl
- Stift Engelszell - bryggs på klostret Stift Engelszell i Engelhartszell (Oberösterreich)

### Amerikanska trappistöl
- Spencer - bryggs på klostret St. Joseph's Abbey i Spencer, Massachusetts

### Italienska trappistöl
- Tre Fontane - bryggs på klostret Tre Fontane.

### Engelska trappistöl
- Tynt Meadow - bryggs på klostret Mount St Bernard Abbey.